# Ókori egyiptomi öltözködés

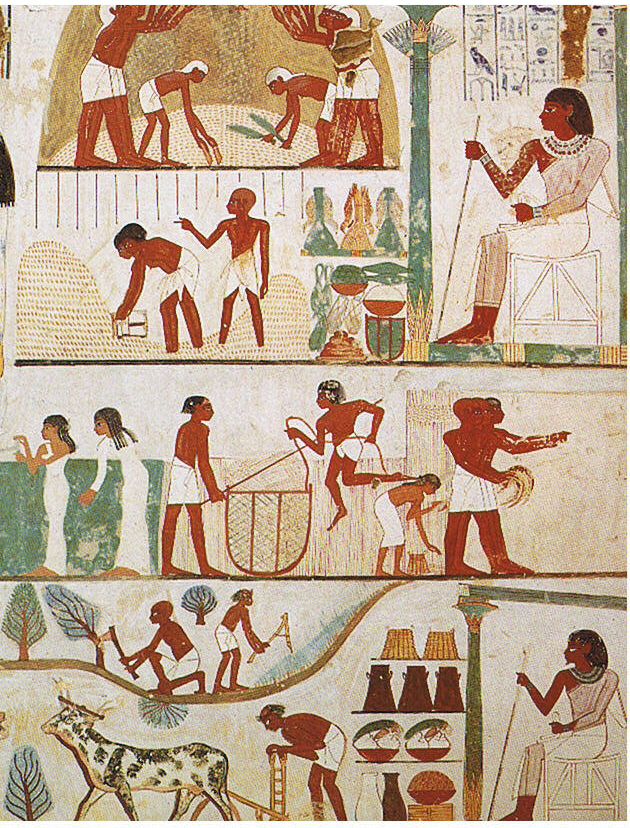
Különböző társadalmi szintű férfiak és nők ruházatát ábrázolja az ókori egyiptomi sírban talált freskó.

Az ókori Egyiptom öltözködési szokásai.

## Egyiptomi Óbirodalom és Középbirodalom
A férfiviselet legfőbb darabját a test köré tekerték majd csomóra kötötték.
A nők legfőbb ruhadarabja a pántokkal  megtartott, egyenes nehézruha volt. Ez az egyszerű öltözék az Ó- és Középbirodalomban is minden társadalmi osztály ruházata volt. Tulajdonképpen egy hengeres ruhadarab, amely a mell alatt kezdődött, és széles szalaggal rögzítettek vállban. Szinte mindig fehér, és a díszítése is ritka. Anyaga lenvászon. Gyapjú is valószínűsíthető, mivel azonban sírmellékletbe állati eredetű dolgokat tilos volt elhelyezni, kevéssé ismert. A szolgálók gyakran viseltek színes, geometrikus mintájú szoknyát.
Télen és a hűvös estéken nagykendőt, köpenyt terítettek magukra. Ilyen azonban ritkán látható a sírfestményeken, feltehetőleg, mert jó időre számítottak a túlvilágon.
Nehéz, izzasztó vagy piszkos munkákhoz a férfiak kötényt, vagy ágyékkötőt viseltek, a nők rövid szoknyát vettek fel.
Nyaranta a gyermekek általában meztelenül szaladgáltak. Többnyire borotvált fejükön csak egyetlen hosszú tincset, az ifjúság fürtjét hagyták meg.
A menyasszonyok gyöngyös ruhát is viseltek. A gyöngyszemeket vagy felvarrták a kelmére vagy egybefűzték, és úgy aggatták a ruha fölé. Középbirodalmi divat szerint a hajat kitöméssel dúsították vagy ékszerekkel díszítették. Ekkor már ritka a rövid haj, a félhosszú, befont paróka, és a hosszú, fonatos hajviselet jött divatba. Csíkos, kockás, rombuszmintás vagy egymásra boruló ruhát is viseltek.
A parókaviselet már ekkor általános volt. Fejüket sokszor borotválták (általában minden testszőrzetet eltávolítottak), és a paróka a tűző nap ellen védett. Az óbirodalmi női hajviselet rövidre vágott frizura volt, bár az ábrázolásokon nem mindig egyértelmű, hogy saját hajat, vagy parókát látunk-e.
Az Ó- és Középbirodalom korában nem volt általános a lábbeli hordása, inkább afféle státuszszimbólum volt, amelyet külön szolga hordozott a nagyurak után. Ennek ellenére gyékényből vagy papiruszból font saruk, bőrcipők és csizmák is ismertek a leletanyagból.

## Újbirodalom
Az újbirodalom kora jelentős változásokat hozott a divatban. A nemes úr szívesen húzott hosszú köntöst ruhája fölé. Divatos volt a bő, vékony köpeny.
A nők egyenes ruhája redőzötté vált, később ujjakat is varrtak hozzá, amelyek szintén redőkben omlottak a felkarra. A vállkendőt egyetlen anyagdarabból tekerték a test köré, s mell alatt megcsomózták. Már gyakran inget viseltek alsóruhaként. Szíriai hatásra díszítések, szegélyek kerültek rá, a hossza erősen változó volt.
Az Újbirodalom hajdivata a hosszú, sok fonattal, fürttel cifrázott hajviselet volt.
Tutanhamon sírjából százszámra kerültek elő a kis aranyérmék. Mindegyik át volt fúrva, ami arra vall, hogy ruhára varrhatták fel őket dísznek. (A gombot még nem ismerték.)
Az ábrázolások tanúsága szerint a királynék ünneplőjét toll díszítette. Alighanem a fáraók is viseltek tolldíszes köpenyt.

## Görög-római kor
A görög-római korban a divat eklektikussá változott.

## Kapcsolódó szócikk
- Mindennapi élet az ókori Egyiptomban